# 安科納戰役
安科納戰役發生在1944年6月16日至7月18日，是第二次世界大戰義大利戰場上隸屬英國軍隊的波蘭部隊與德軍部隊之間的戰役。這一戰役是盟軍為了攻佔義大利安科納市而籌劃的，以獲得在戰區附近之港口，從而縮短他們的補給路線。波蘭第2軍在1944年6月16日被授與攻佔該市的任務，並在一個月後的1944年7月18日完成。

## 背景
盟軍北進意味著其補給線需求接近戰線的港口佩斯卡拉和安齊奧港口。因此，兩個被指定為新的目標：在亞得里亞海岸的安科納，及第勒尼安海的里窝那。6月16日，在參加完蒙特卡西諾戰役後，被轉移到英國第8軍團後方整補後，被授與攻佔安科納的任務，在6月17日安德斯將軍被任命為義大利戰場亞得里亞海戰線的指揮官。

## 戰役

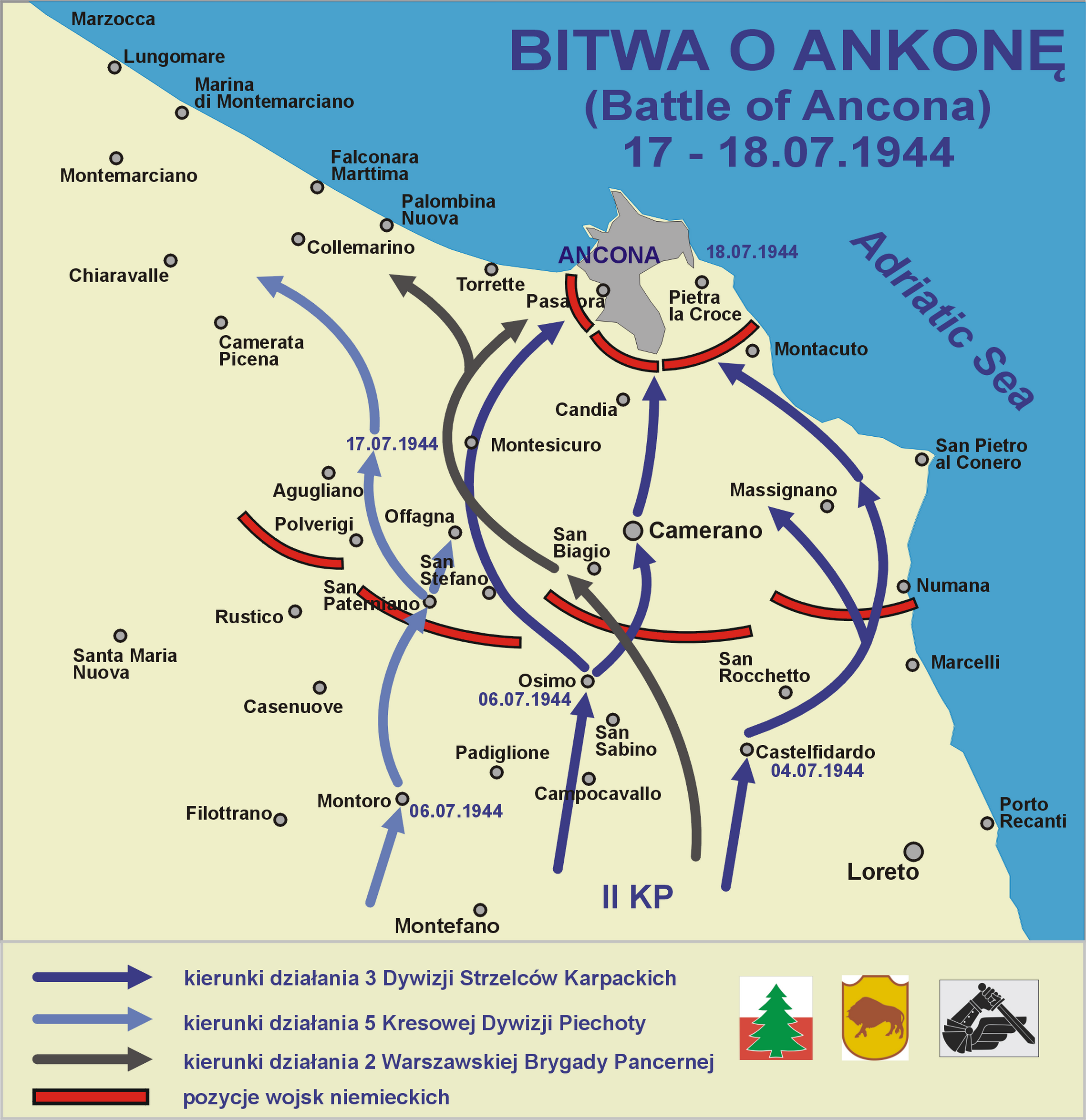
安科納戰役 (1944年7月17日 - 18日)

第一個需要渡過的障礙是基恩蒂河。波蘭部隊在6月21日到達這裡，在該地區的激烈戰鬥持續到6月30日。對安科納的主要進攻在6月17日展開，波蘭裝甲部隊攻佔卡洛德·拉克雷夏山及側擊防守安科納的德軍；接著，波蘭軍隊攻佔Casa Nouva，和隔鄰之英軍攻佔翁布里亞和溫琴佐十字街教堂。 到了7月17日晚上波蘭軍隊迫近Agugiano，並於翌日早上攻佔奧法尼亞。當天晚些時候，波蘭軍隊攻佔Chiaravalla，和裝甲部隊到達大海，從西北部切斷了安科納德國守軍的退路。德軍撤向海邊，和波蘭軍隊只遇到輕微抵抗後在7月18日下午2時30分進入安科納。

## 總結
攻佔安科納是波蘭第2軍的獨立行動，之後，該軍參與突破哥德防線的行動。

## 附錄
1. 1 2 3 4 5 6 7 8 9 10 11 12  Zbigniew Wawer, Zdobycie Bolonii, p.4
2. ↑  Olgierd Terlecki, Beryl Arct, Poles in the Italian campaign, 1943-1945, Interpress for the Council for Protection of Monuments of Struggle and Martyrdom, 1972, p.101